# Blanca Romero
Blanca Romero Ezama (Gijón, Asturias; 2 de junio de 1976) es una actriz y modelo española con ascendencia peruana y gitana.

## Biografía
Con 14 años le ofrecieron hacer su primer desfile en una boutique de Gijón. A raíz de ahí se empezó a interesar en el tema de la moda y con 17 años se trasladó a Madrid y dos años después a París (Francia) para trabajar en revistas de moda como Givenchy o Madame.
Su primera canción la compuso en 2001, cuando no podía salir de la casa de unos amigos en Gijón debido a un terrible tiempo. Durante esos quince días decidió componerla.
Intervino en algunos reportajes de Puntodoc (Antena 3) y El club de Flo (La Sexta), intervención gracias a la cual el equipo de Física o Química (Antena 3) se fijó en ella, dando el salto a la interpretación; también volvió con motivo del final de la serie. También actuó en Las mañanas de Cuatro, After y en Supermodelo 2006. Ha sido portada en diversas ocasiones de Elle y posó desnuda para denunciar la grave situación del agua, siendo modelo de la Expo Zaragoza 2008.
Debutó en el cine en 2009 con la película After, por la que fue nominada a los Premios Goya a mejor actriz revelación en su XXIV edición; en 2011 estrenó Los muertos no se tocan, nene y Fin en 2012 donde da vida a Cova.
En 2015 participó en la primera temporada de Bajo sospecha la nueva serie de Antena 3 junto con Yon González su pareja en la ficción. Tras la renovación de la serie por una segunda temporada se publicó que Blanca no seguiría en el proyecto y que su sustituta sería la actriz Olivia Molina. Un año después, se conoció que había fichado por la nueva miniserie de La 1 llamada La luz de la esperanza que se estrenó a principios del año 2017, compartiendo reparto con Isak Ferriz, Natalia de Molina o Pep Antón Muñoz, entre otros.
En 2016 probó en el mundo de la música, bajo el nombre de La Perra, y en 2019 se integra en la banda asturiana 'Shalala' formada por Pelayo Pastor, Isaac Sastre, Pablo Rivero y Helios Amor.  
En 2020 se anunció que repetía su rol de Irene en la continuación de la serie de Antena 3 Física o química. La serie, con dos episodios emitidos en diciembre de 2020 y enero de 2021, se emitió en Atresplayer con el nombre de Física o química: El reencuentro. Ese mismo año participó en el cortometraje Hilo, dirigido por Beatriz Abad. En 2022 tuvo una colaboración especial en la serie de Netflix Bienvenidos a Edén como Roberta, la madre de la protagonista, el cual volvió a repetir en su segunda temporada.
En 2023 rodó y protagonizó la película La abadesa, dirigida por Antonio Chavarrías. En septiembre del mismo año se convirtió en una de las concursantes de la octava edición de MasterChef Celebrity. Tras su paso por el concurso, donde fue semifinalista, se anunció su fichaje como presentadora del concurso culinario Next Level Chef para Telecinco, que comenzó sus grabaciones en septiembre de 2024. Pocos meses después, fortaleció su fichaje con Mediaset con el anuncio como presentadora de las Campanadas de fin de año en televisión en todos los canales del grupo.
Al finales de 2024 se dio a conocer la noticia de que la actriz regresaría al reboot de Física o química titulado Física o Química: La nueva generación, volviendo a interpretar el papel de Irene Calvo, la profesora de filosofía.

## Vida privada
Se casó en la iglesia de San Pedro de Gijón con el torero Cayetano Rivera el 26 de octubre de 2001. Cayetano adoptó legalmente entonces a la primera hija de Blanca, Lucía. En 2004 se divorciaron.
El 21 de julio de 2012, fue madre por segunda vez de un niño, Martín. El 10 de julio de 2015 reveló la identidad del padre biológico de su hija Lucía a través de una foto de Instagram. El 26 de abril de 2018 la modelo desfila por primera vez junto a su hija en Barcelona.

## Filmografía

### Televisión

#### Series
| Año             | Título                           | Personaje                               |
| --------------- | -------------------------------- | --------------------------------------- |
| 2008–2009; 2011 | Física o química                 | Irene Calvo Azpeolea                    |
| 2012–2013       | L'isola                          | Tara Riva                               |
| 2015            | Bajo sospecha                    | Laura Cortés / Laura González Sarmiento |
| 2017            | La luz de la esperanza           | Maya                                    |
| 2020–2021       | Física o químicaː El reencuentro | Irene Calvo Azpeolea                    |
| 2022–2023       | Bienvenidos a Edén               | Roberta Gómez-Fajardo                   |

#### Programas
| Año       | Título                   | Notas                        |
| --------- | ------------------------ | ---------------------------- |
| 2007      | El club de Flo           | Concursante                  |
| 2007–2008 | PuntoDoc                 | Reportera                    |
| 2023      | MasterChef Celebrity 8   | Concursante - 12.ª expulsada |
| 2024–2025 | Campanadas de fin de año | Presentadora                 |
| 2025      | Next Level Chef          | Presentadora                 |

### Cine
| Año  | Título                        | Personaje | Notas        |
| ---- | ----------------------------- | --------- | ------------ |
| 2009 | After                         | Ana       |              |
| 2011 | Los muertos no se tocan, nene | Clara     |              |
| 2012 | Fin                           | Cova      |              |
| 2013 | El amor no es lo que era      | Paz       |              |
| 2021 | Hilo                          | Ana       | Cortometraje |
| 2024 | La abadesa                    | Eloísa    |              |

## Premios

### Premios Goya
| Año  | Categoría                                | Película | Resultado |
| ---- | ---------------------------------------- | -------- | --------- |
| 2010 | Premio Goya a la mejor actriz revelación | After    | Nominada  |

### Premios Cosmopolitan
| Año  | Categoría                                       | Película | Resultado |
| ---- | ----------------------------------------------- | -------- | --------- |
| 2009 | Premio Mujer Cosmopolitan «Fun Fearless Female» | After    | Ganadora  |